# Rydhave Slots Efterskole
Rydhave Slots Efterskole er en efterskole beliggende på Rydhave Slot syd for Vinderup i Holstebro Kommune. Den blev grundlagt i 1956.
I skoleåret 2022/23 har skolen 110 elever på 9. og 10 årgang. Skolen tilbyder linjefagene ridning, håndværk & design, global, esport og motocross. 
Skolen havde i skoleåret 2019/20 omkring 90 elever, hvor 40 procent af dem gik på e-sportslinjen. De øvrige linjer var cykling, motocross, ridning, sociale medier, håndbold og klima.
I skoleåret 2016/17 havde skolen kun 26 elever, og havde økonomiske problemer. Derfor lånte skolen et større million beløb af en tidligere elev.